# Dieter Weiß (Fußballspieler)
Dieter Weiß (* 23. März 1942) ist ein ehemaliger deutscher Fußballspieler. Für den SC Turbine / FC Rot-Weiß Erfurt spielte er in der DDR-Oberliga, der höchsten Spielklasse im DDR-Fußball.

## Sportliche Laufbahn
Bis 1964 spielte Dieter Weiß bei der SG Dynamo Erfurt, zuletzt in der drittklassigen Bezirksliga. Zu Beginn der Saison 1964/65 wurde er zum Oberligaabsteiger SC Turbine Erfurt delegiert, wo er in der DDR-Liga 28 von 30 Punktspielen bestritt, sechs Tore erzielte und damit wesentlich zum sofortigen Wiederaufstieg der Erfurter beitrug. In seiner ersten Oberligasaison konnte er 1965/66 als Abwehrspieler mit 24 absolvierten Punktspielen seinen Stammplatz behaupten. Im Laufe der Spielzeit wurde die Fußballsektion des SC Turbine in den FC Rot-Weiß Erfurt umgewandelt, der am Saisonende erneut in die DDR-Liga abstieg. Es gelang wieder die umgehende Rückkehr in die Oberliga, Weiß war an allen 30 Ligaspielen beteiligt. Anschließend konnte sich der FC Rot-Weiß in der Oberliga konsolidieren, und auch Weiß blieb bis 1971 Stammverteidiger beim Club. Als Rot-Weiß Erfurt 1971/72 nach einem weiteren Abstieg wieder in der DDR-Liga antreten musste, war Weiß nur noch mit vier Punktspielteilnahmen dabei. Anschließend beendete er 30-jährig seine Laufbahn im höherklassigen Fußball. Dort hatte er acht Spielzeiten verbracht und dabei 104 Spiele in der Oberliga (keine Tore) und 62 Begegnungen in der DDR-Liga (6 Tore) absolviert.